# لاس فيغاس
لاس فيغاس (بالإنجليزية: Las Vegas) وتعني «المروج» بالإسبانية، واسمها رسميا مدينة لاس فيغاس وتعرف أيضا كتبسيط باسم «فيغاس»، هي مدينة في مقاطعة كلارك في ولاية نيفادا الأمريكية، وترتيبها الثامن والعشرون من حيث السكان في الولايات المتحدة، وهي أكبر مدن الولاية سكانا وهي مقر مقاطعة كلارك. المدينة هي مركز منطقة وادي لاس فيغاس الحضرية وهي أكبر مدينة داخل صحراء موهافي. لاس فيغاس هي مدينة سياحية شهيرة على مستوى العالم، ومعروفة في المقام الأول بالقمار والتسوق والمطاعم الراقية والترفيه والحياة الليلية. ويعتبر وادي لاس فيغاس ككل المركز المالي والتجاري والثقافي في ولاية نيفادا.
تصف المدينة نفسها كعاصمة الترفيه في العالم، وتشتهر بالكازينوهات والفنادق الضخمة والأنشطة المرتبطة بها. وترتيبها الثالث بين أهم مقاصد مؤتمرات الأعمال في الولايات المتحدة وهي رائدة عالميا في صناعة الضيافة، وتزعم أنها بها فنادق بتصنيف خمسة نجوم أكثرمن أي مدينة أخرى في العالم. تحتل لاس فيغاس سنويا مرتبة متقدمة من الوجهات السياحية الأكثر زيارة في العالم. كما أصبحت المدينة مركزا للعديد من أعمال الترفيه الموجة للراشدين ما أكسبها لقب مدينة الخطايا، وهو ما جعل لاس فيغاس موقعا شعبيا لأحداث القصص والروايات والأفلام والبرامج التلفزيونية والفيديو كليب.
استقر المستوطنون في لاس فيغاس في عام 1905 وأدخلت رسميا كمدينة في عام 1911. في نهاية القرن العشرين، أصبحت لاس فيغاس أكبر مدينة أمريكية من حيث السكان تأسست في ذلك القرن (ونالت شيكاغو هذا اللقب في القرن التاسع عشر). وقد تسارع النمو السكاني منذ الستينيات، وتضاعف عدد السكان تقريبا بين عقدي 1990 و 2000، حيث ارتفع بنسبة 85.2 في المائة. واستمر النمو السريع في القرن الحادي والعشرين، ووفقا لتقديرات عام 2013، يبلغ عدد السكان 603,488 نسمة  وبلغ عدد سكان المنطقة 2,027,828 نسمة.
غالبا ما يستخدم «لاس فيغاس» لوصف المناطق خارج حدود المدينة الرسمية – وخاصة المناطق في إقليم لاس فيغاس ستريب وحوله، الذي يقع في الواقع داخل تجمعات غير مدخلة مثل بارادايس، وينشستر، إنتربرايز.

## مناطق سياحية
تشتهر لاس فيغاس بمبانيها التي تماثل العديد من البلاد الغربية والشرقية. فتجد فيها جزءا يحاكي فينسيا في إيطاليا، وجزءا يحاكي أهرام الجيزة وأبا الهول، وجزءا يحاكي باريس وبرج إيفل. وفي الليل تغمر تلك الأماكن الأنوار من جميع الألوان والاشكال.

## معرض الصور

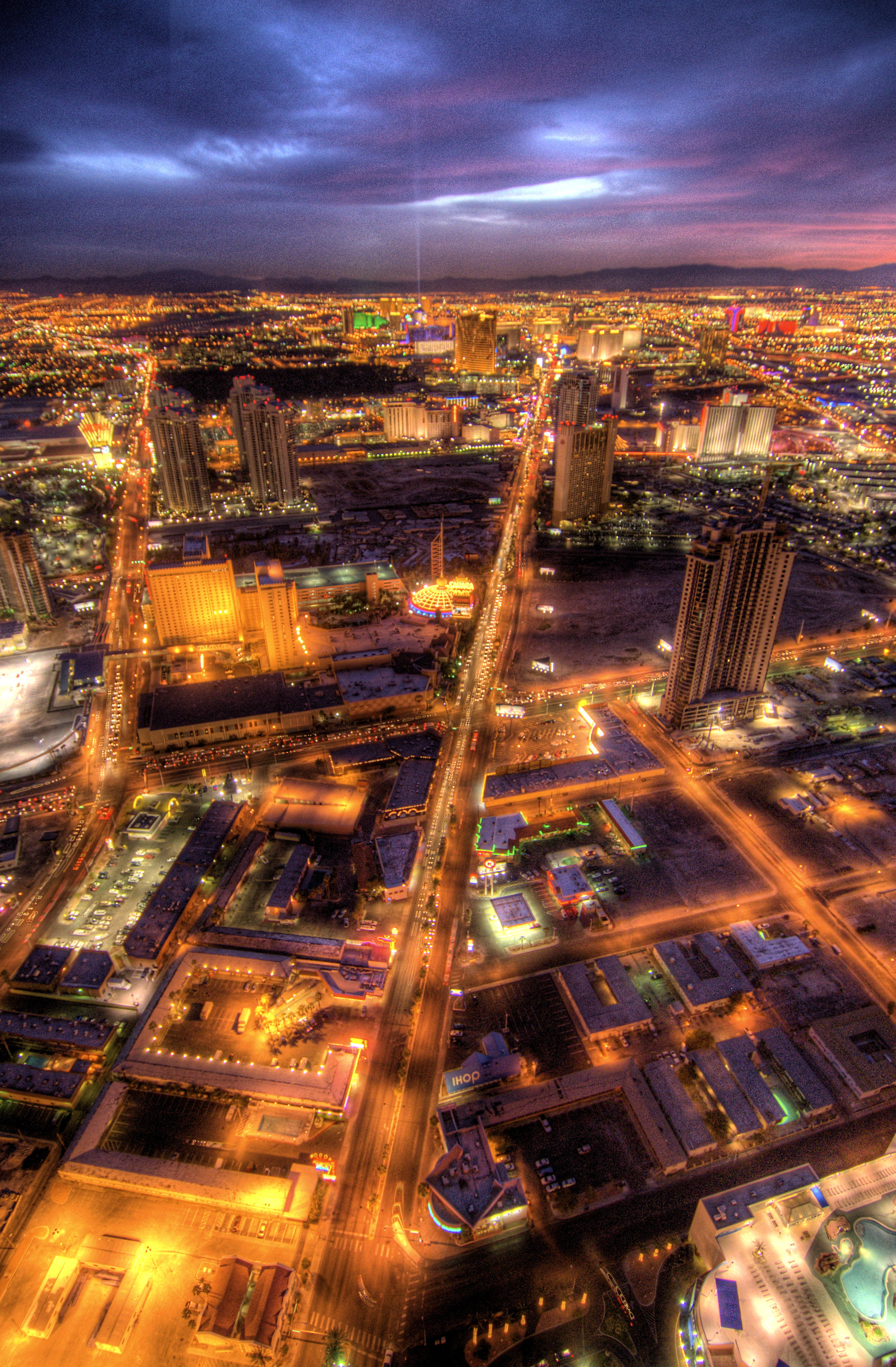
منظر من أعلى برج ستراتوسفير.
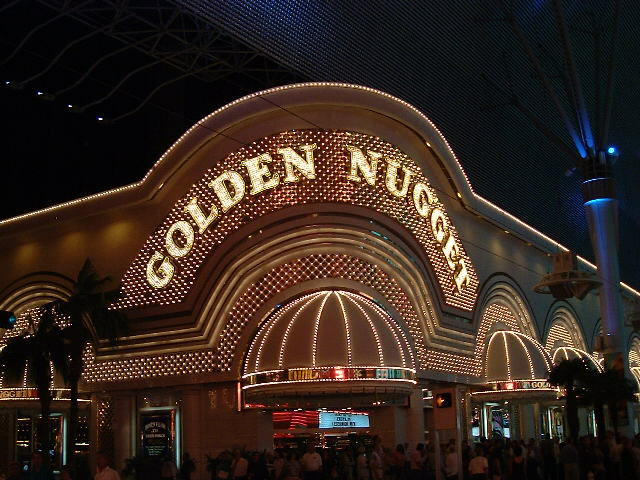
كازينو جولدن نجّات
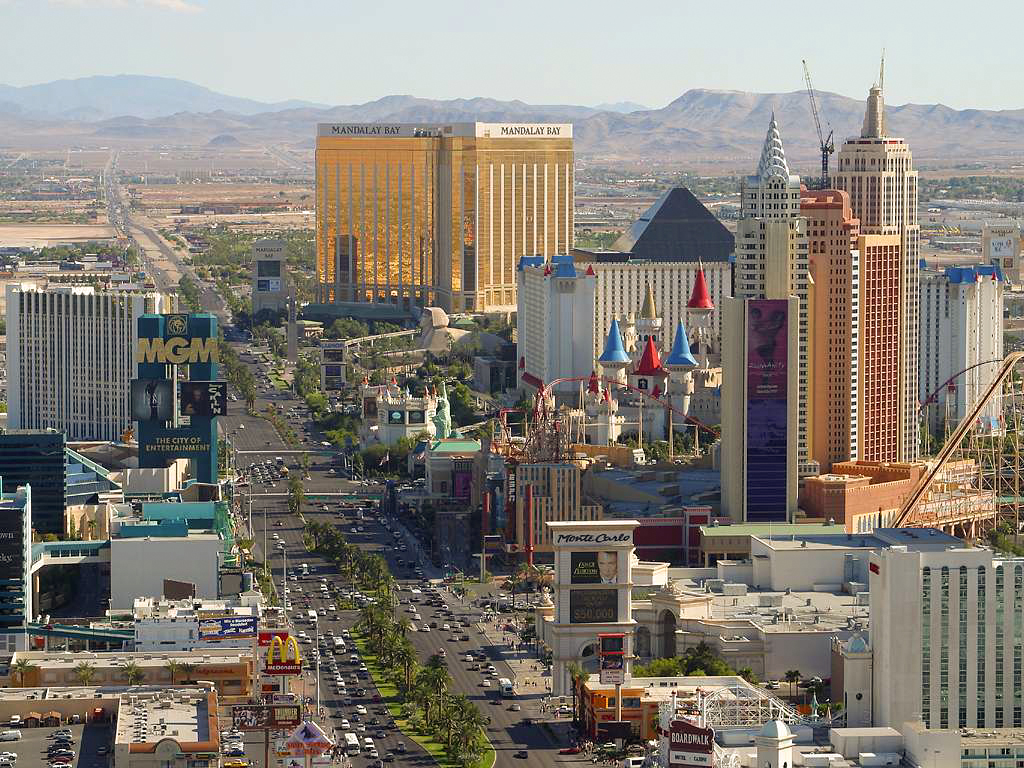
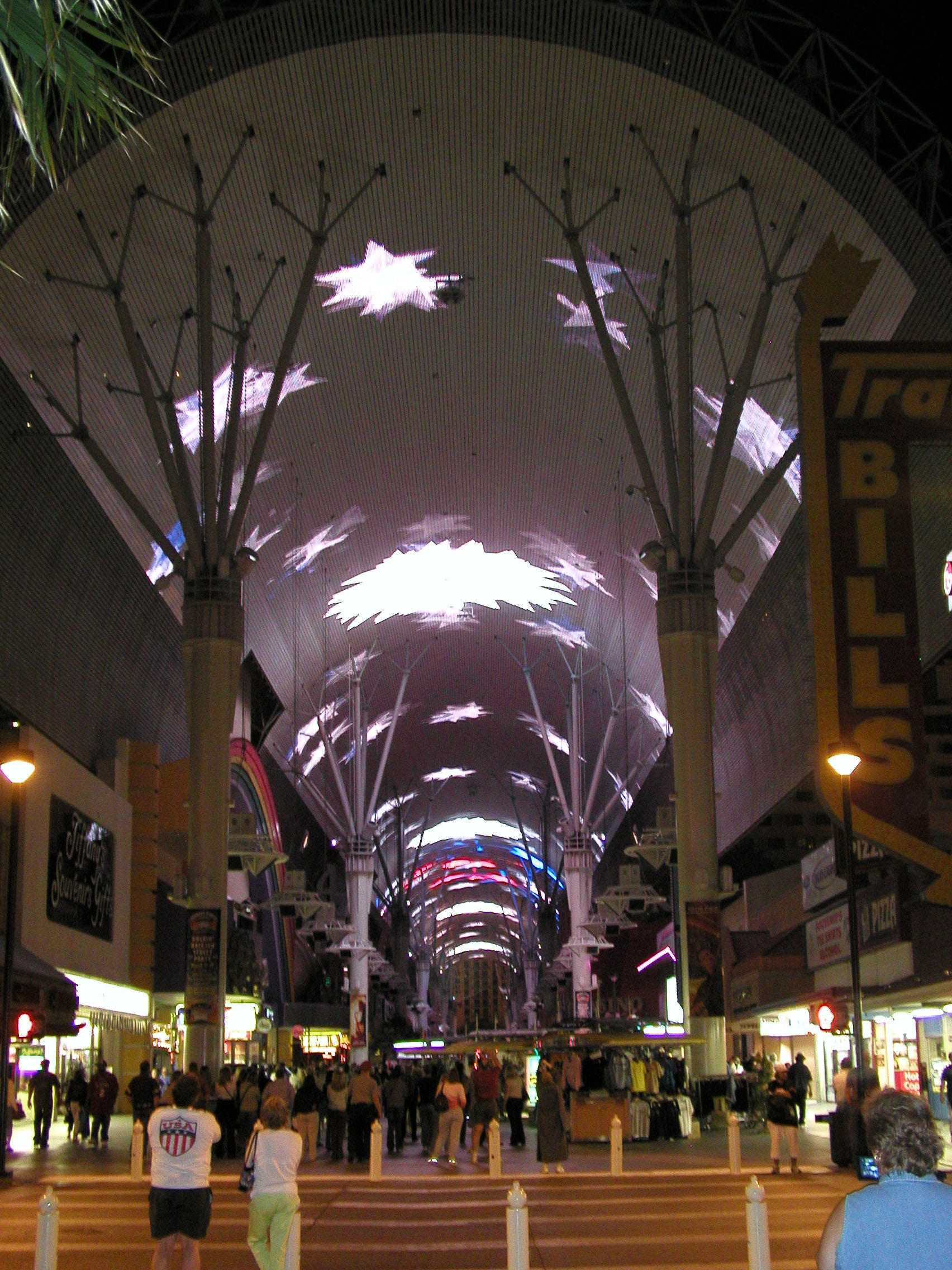
شارع فريمونت
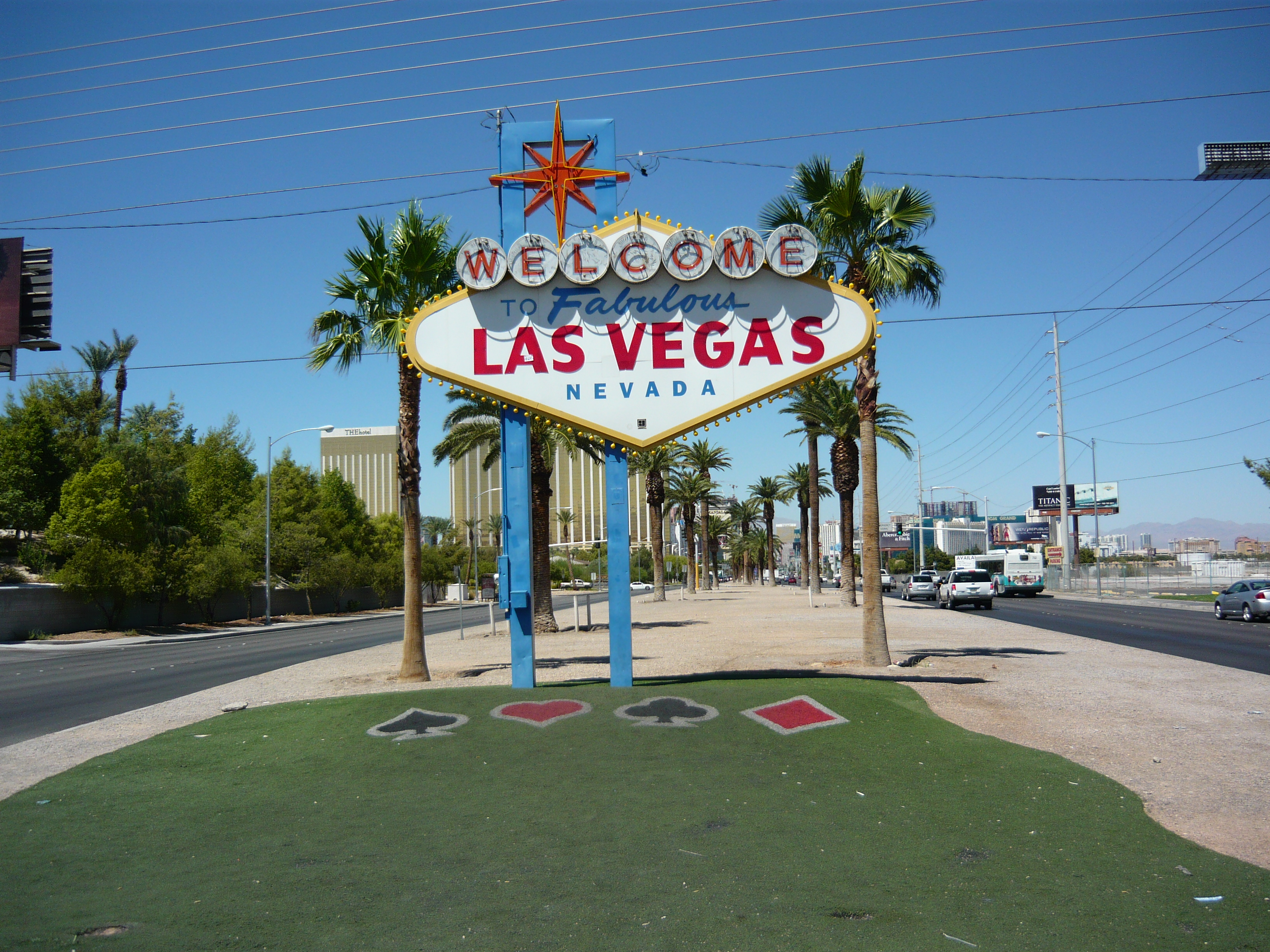
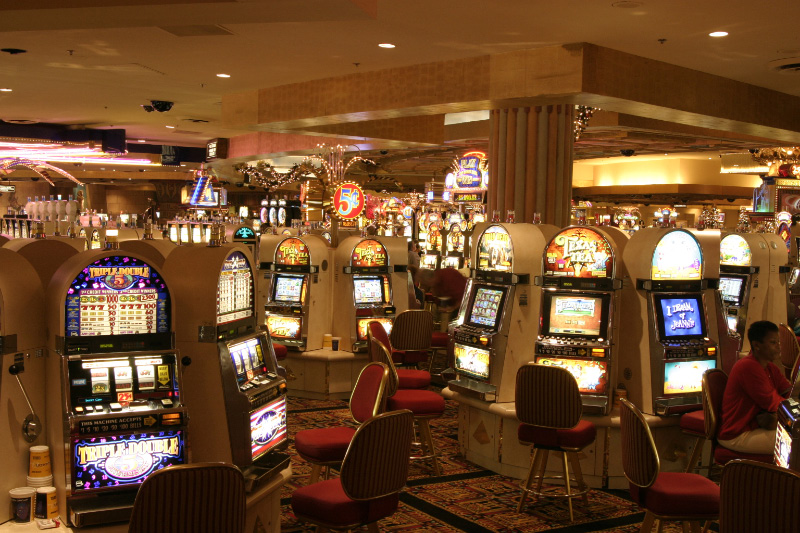
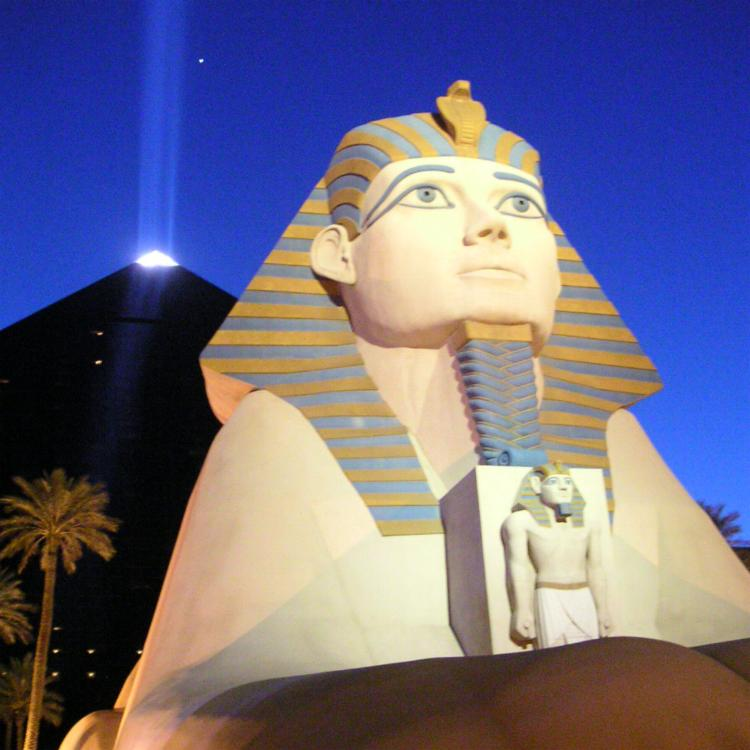
فندق الأقصر
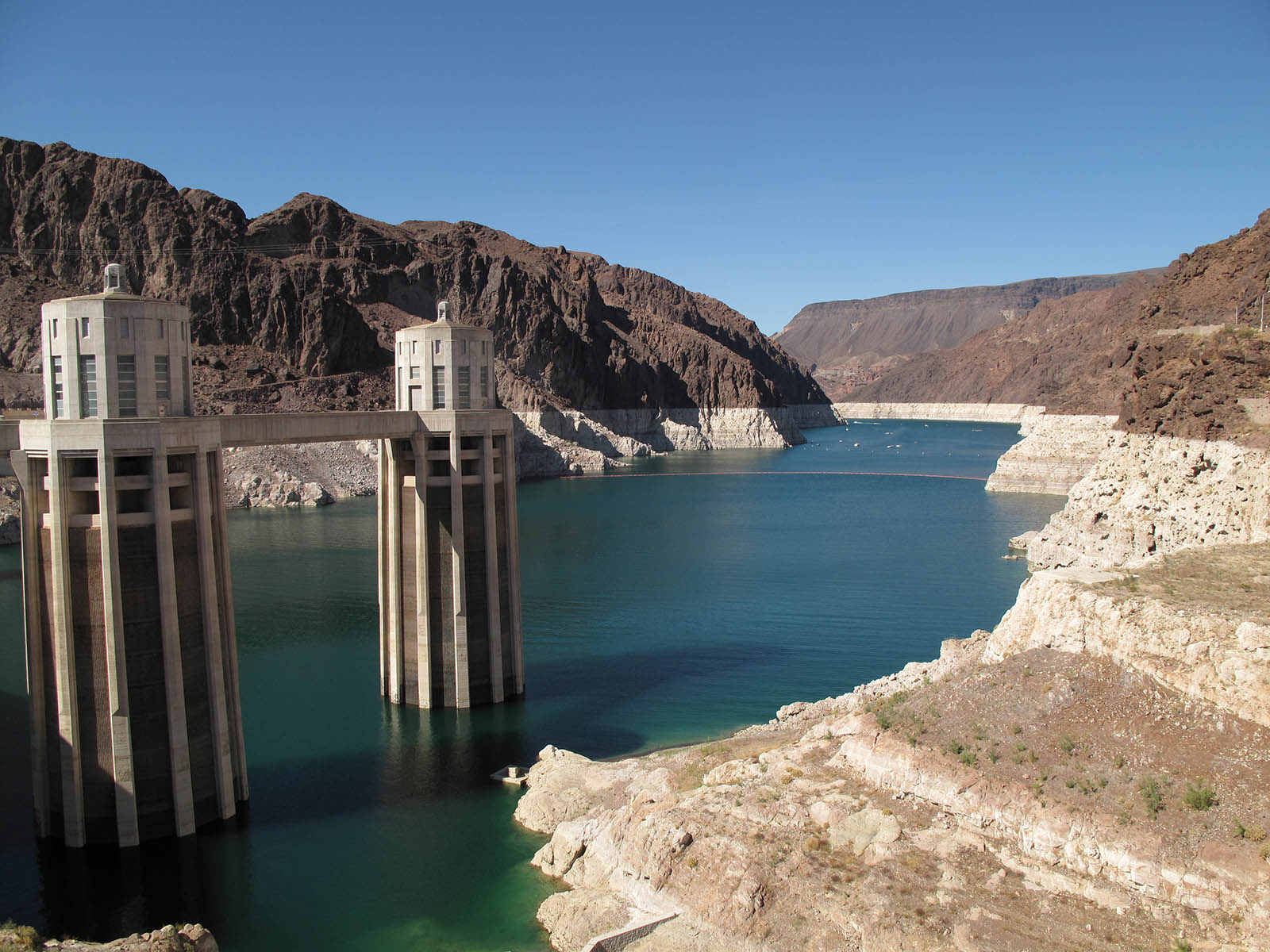
سد بحيرة ميد
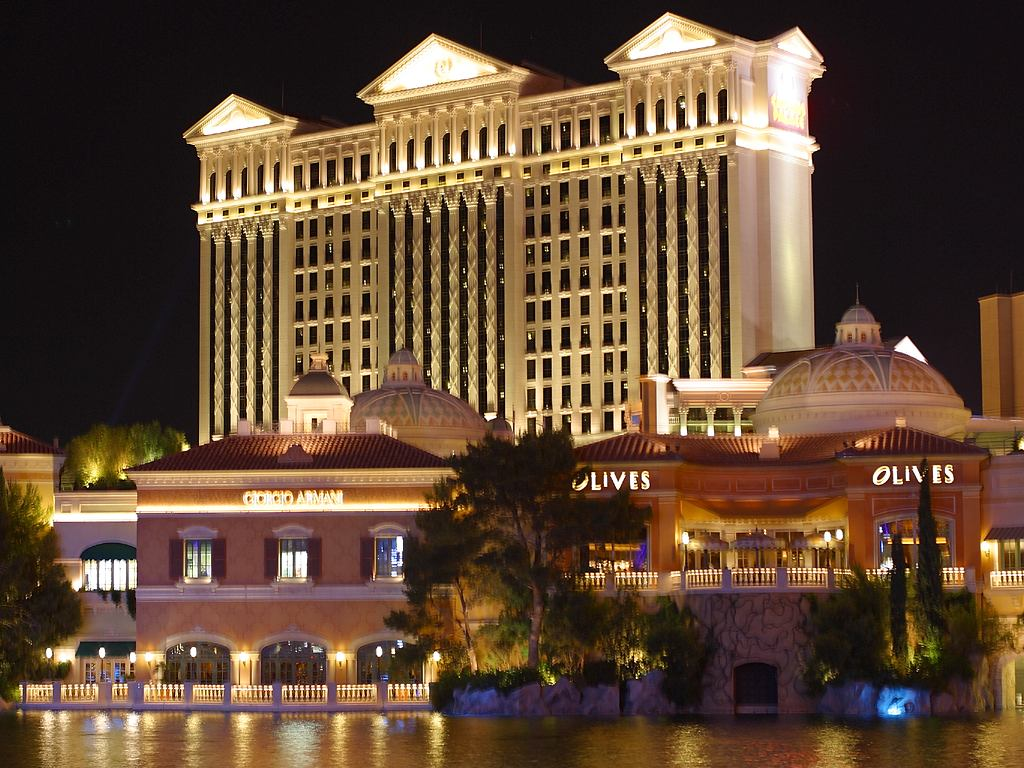
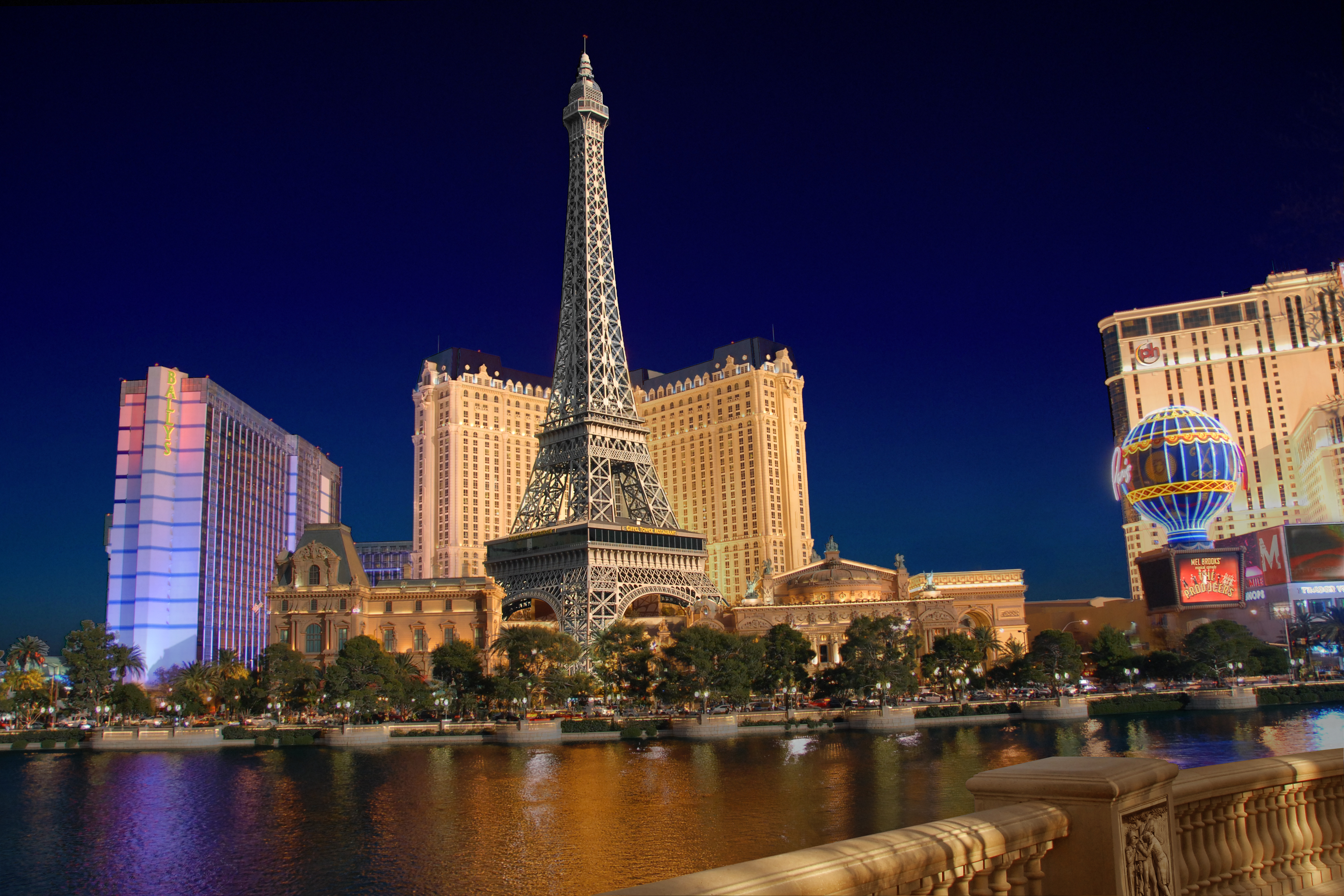
تمثيل باريس
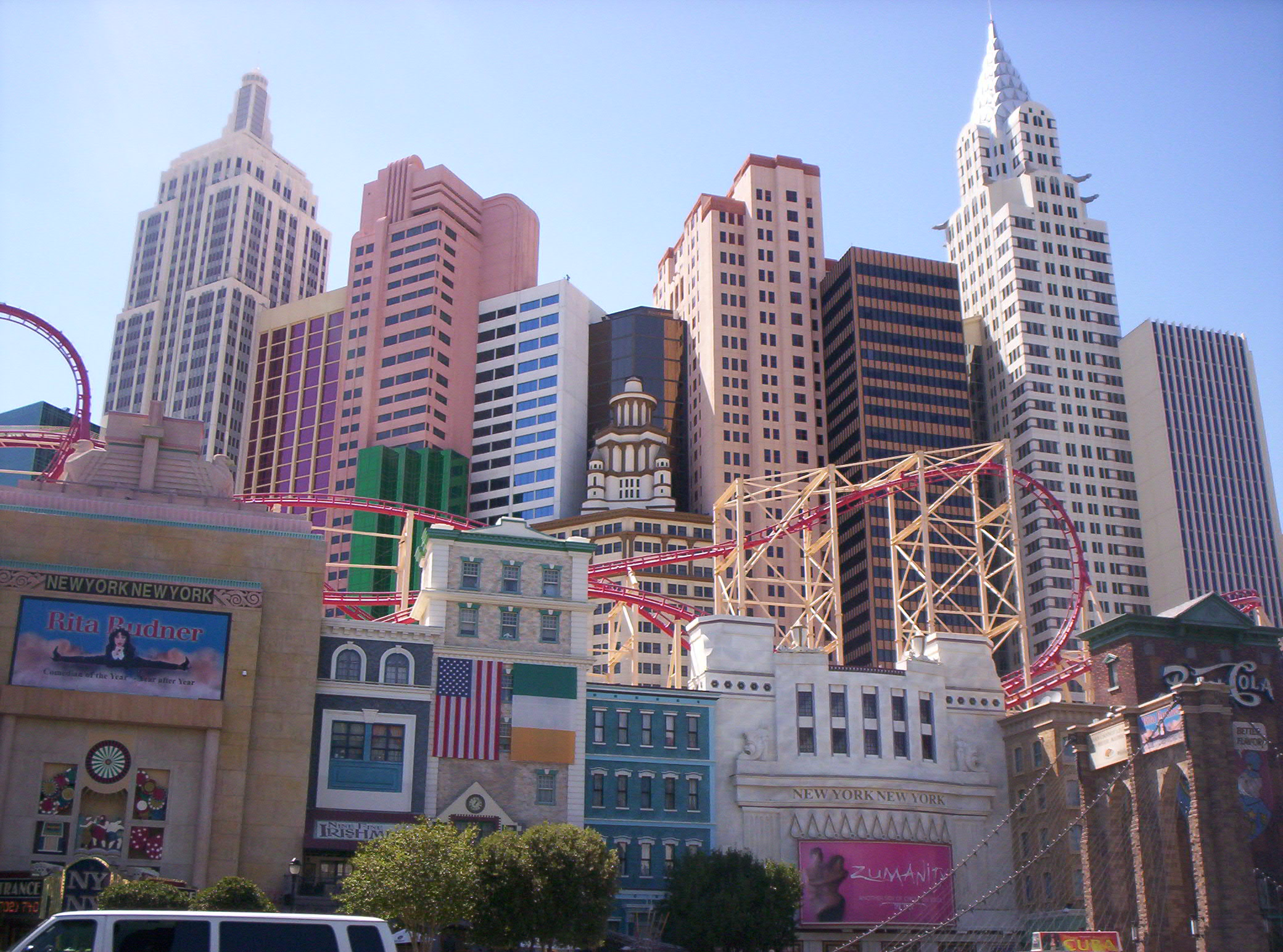
فندق نيويورك
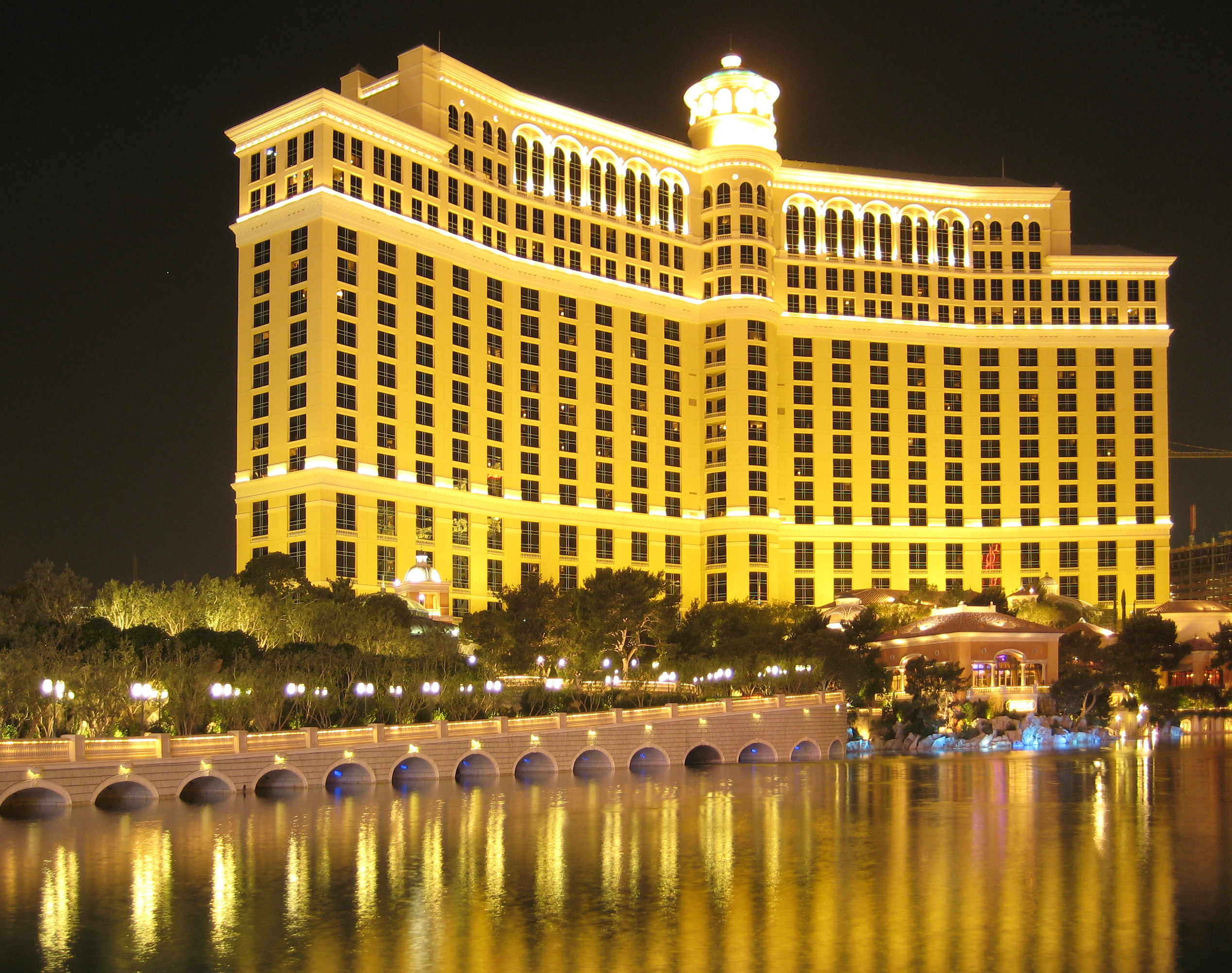
كازينو بالاجيو ليلا